# Miconia tachirensis
Miconia tachirensis är en tvåhjärtbladig växtart som beskrevs av John Julius Wurdack. Miconia tachirensis ingår i släktet Miconia och familjen Melastomataceae. Inga underarter finns listade i Catalogue of Life.